# Samuel Silvera
Samuel Miles Silvera (Londra, 25 ottobre 2000) è un calciatore australiano, attaccante del Blackpool, in prestito dal Middlesbrough e della nazionale australiana.

## Carriera

### Club
Silvera è cresciuto nel settore giovanile dei Western Sydney, dove nel 2017 è stato nominato miglior Under-20. Dopo essere rimasto senza contratto, nel 2019 ha firmato con i C.C. Mariners, con cui ha esordito ufficialmente il 21 luglio 2019 nell'incontro di Australia Cup vinto 2-0 contro il Maitland. Ha segnato il suo primo gol il 28 agosto, sempre in coppa, contro il Brisbane Roar. Al termine della stagione ha firmato un contratto di tre anni con il club australiano.
Ad inizio 2020 ha effettuato un provino con il Los Angeles FC, e pochi mesi dopo si è trasferito in Portogallo al Paços Ferreira, che lo ha girato in prestito al Casa Pia. A causa dello scarso impiego, a gennaio il prestito è stato interrotto e Silvera è passato con la stessa formula al Sanjoanense. Il 20 agosto 2021 ha fatto ritorno in Australia ai Newcastle Jets, sempre in prestito.
Il 22 giugno 2022 ha firmato a titolo definitivo con i C.C. Mariners, tornando quindi nel club dove ha esordito nel mondo del calcio tre anni prima.
Il 7 luglio 2023 è stato ingaggiato dagli inglesi del Middlesbrough con cui ha firmato un contratto triennale. Ha debuttato il 5 agosto nell'incontro di Championship perso 1-0 contro il Millwall e tre giorni dopo ha segnato il primo gol in EFL Cup contro l'Huddersfield Town.
Il 1º luglio 2024 viene ceduto in prestito al Portsmouth.

### Nazionale
Ha giocato nella nazionale australiana Under-23.
Ha debuttato con la nazionale maggiore il 10 settembre 2023 nell'incontro amichevole pareggiato 2-2 contro il Messico. A fine anno è stato incluso nella lista dei convocati per la Coppa d'Asia 2023.

## Statistiche

### Presenze e reti nei club
Statistiche aggiornate al 9 luglio 2024.
| Stagione        | Squadra         | Campionato      | Campionato | Campionato | Coppe nazionali | Coppe nazionali | Coppe nazionali | Coppe continentali | Coppe continentali | Coppe continentali | Altre coppe | Altre coppe | Altre coppe | Totale | Totale | Totale |
| Stagione        | Squadra         | Comp            | Pres       | Reti       | Comp            | Pres            | Reti            | Comp               | Pres               | Reti               | Comp        | Pres        | Reti        | Pres   | Reti   |        |
| --------------- | --------------- | --------------- | ---------- | ---------- | --------------- | --------------- | --------------- | ------------------ | ------------------ | ------------------ | ----------- | ----------- | ----------- | ------ | ------ | ------ |
| 2019-2020       | C.C. Mariners   | AL              | 21         | 1          | CA              | 4               | 1               |                    | -                  | -                  |             | -           | -           | 25     | 2      |        |
| 2020-gen. 2021  | Casa Pia        | LdH             | 4          | 0          | CP+CdL          | 0               | 0               |                    | -                  | -                  |             | -           | -           | 4      | 0      |        |
| gen.-giu. 2021  | Sanjoanense     | CdP             | 11         | 1          | CP+CdL          | 0               | 0               |                    | -                  | -                  |             | -           | -           | 11     | 1      |        |
| 2021-2022       | Newcastle Jets  | AL              | 19         | 1          | CA              | 2               | 0               |                    | -                  | -                  |             | -           | -           | 21     | 1      |        |
| 2022-2023       | C.C. Mariners   | AL              | 29         | 8          | CA              | 0               | 0               |                    | -                  | -                  |             | -           | -           | 29     | 8      |        |
| 2023-2024       | Middlesbrough   | FLC             | 37         | 4          | FACup+CdL       | 0+5             | 2               |                    | -                  | -                  |             | -           | -           | 42     | 6      |        |
| Totale carriera | Totale carriera | Totale carriera | 121        | 15         |                 | 11              | 3               |                    | -                  | -                  |             | -           | -           | 132    | 18     |        |

### Cronologia presenze e reti in nazionale
| Cronologia completa delle presenze e delle reti in nazionale ― Australia | Cronologia completa delle presenze e delle reti in nazionale ― Australia | Cronologia completa delle presenze e delle reti in nazionale ― Australia | Cronologia completa delle presenze e delle reti in nazionale ― Australia | Cronologia completa delle presenze e delle reti in nazionale ― Australia | Cronologia completa delle presenze e delle reti in nazionale ― Australia | Cronologia completa delle presenze e delle reti in nazionale ― Australia | Cronologia completa delle presenze e delle reti in nazionale ― Australia |
| Data                                                                     | Città                                                                    | In casa                                                                  | Risultato                                                                | Ospiti                                                                   | Competizione                                                             | Reti                                                                     | Note                                                                     |
| ------------------------------------------------------------------------ | ------------------------------------------------------------------------ | ------------------------------------------------------------------------ | ------------------------------------------------------------------------ | ------------------------------------------------------------------------ | ------------------------------------------------------------------------ | ------------------------------------------------------------------------ | ------------------------------------------------------------------------ |
| 10-9-2023                                                                | Arlington                                                                | Messico                                                                  | 2 – 2                                                                    | Australia                                                                | Amichevole                                                               | -                                                                        | 74’                                                                      |
| 17-10-2023                                                               | Brentford                                                                | Australia                                                                | 2 – 0                                                                    | Nuova Zelanda                                                            | Amichevole                                                               | -                                                                        | 82’                                                                      |
| 6-1-2024                                                                 | Abu Dhabi                                                                | Bahrein                                                                  | 0 – 2                                                                    | Australia                                                                | Amichevole                                                               | -                                                                        | 78’                                                                      |
| 13-1-2024                                                                | Al Rayyan                                                                | Australia                                                                | 2 – 0                                                                    | India                                                                    | Coppa d'Asia 2023 - 1º turno                                             | -                                                                        | 63’                                                                      |
| 18-1-2024                                                                | Doha                                                                     | Siria                                                                    | 0 – 1                                                                    | Australia                                                                | Coppa d'Asia 2023 - 1º turno                                             | -                                                                        | 57’ 85’                                                                  |
| 26-3-2024                                                                | Canberra                                                                 | Libano                                                                   | 0 – 5                                                                    | Australia                                                                | Qual. Mondiali 2026                                                      | -                                                                        | 82’ 90+5’                                                                |
| 10-9-2024                                                                | Giacarta                                                                 | Indonesia                                                                | 0 – 0                                                                    | Australia                                                                | Qual. Mondiali 2026                                                      | -                                                                        | 90+2’                                                                    |
| Totale                                                                   |                                                                          | Presenze                                                                 | 7                                                                        |                                                                          | Reti                                                                     | 0                                                                        |                                                                          |

## Palmarès

### Club

#### Competizioni nazionali
- Campionato australiano: 1

Central Coast Mariners: 2022-2023